# محاكاة الحشد

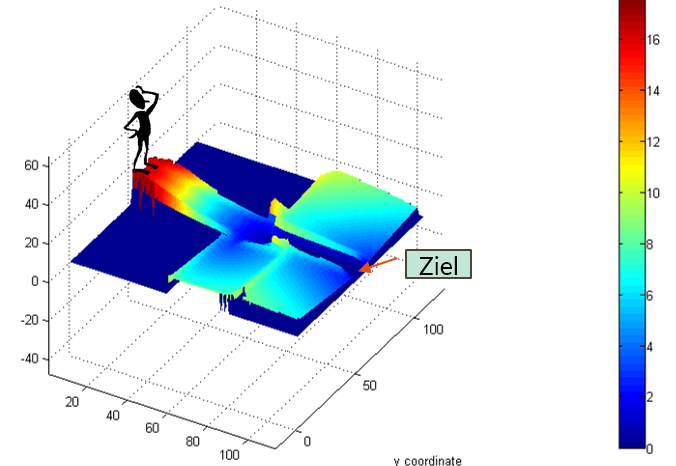
صورة تظهر محاكاة الحشد

محاكاة الحشد هو عملية محاكاة حركة عدد كبير من الكائنات أو الشخصيات؛ تستخدم هذه التقنية عادة في رسومات الحاسوب الثلاثية البعد و الافلام. في محاكاة الحشود السلوك البشري والتفاعل تؤخذ بعين الاعتبار لمحكات السلوك الجماعي. و هو طريقة لإنشاء التصوير السينمائي الظاهري.دعت الحاجة إلى محاكاة الحشد عندما نحتاج مشهد لأكثر من شخصية تكون متحركة عمليا باستخدام النظم التقليدية.محاكاة الحشود تقدم مزايا كونها فعالة من حيث التكلفة وكذلك السماح لسيطرة الكاملة على كل شخصية في المشهد.

## طرق المحاكات
هناك طريقتان لمحاكات الحشود في برامج الثلاثية البعد:

### حركة الجسيمات
يتم ربط الشخصية المصورة إلى نقطة في جسيم , وهذا الجسيم يخضع لمحكات الرياح , الجاذبية , مؤثرات , الإصطدمات . طريقة الجسيم عادتا غير متعبة , وتنفذ في معظم برامج الثلاثية البعد.هذه الطريقة ليست واقعية جدا لأنه من الصعب التحكم في شخصية ما بصفة منفصلة إذا اقتضت الحاجة . كذلك الحركة بصفة عامة خاضعة إلى شكل الأرضية المسطحة.

### الذكاء الاصطناعي
يتم استعمال الذكاء الاصطناعي لتوجه الكيانات ، ويتم إعطاء لكل كيان خاصيات مثل البصر والسمع والمشاعر الأساسية، ومستوى الطاقة، ومستوى العدوانية، وما إلى ذلك ليلبي الأهداف ومن ثم تتفاعل مع بعضها البعض فقط . غالبا ما تكون مبرمجة على الاستجابة للتغيرات في بيئتها؛ على سبيل المثال، تسلق التلال، والقفز ، استعمال السلالم، وغير ذلك وهذه الطريقة هي الأكثر واقعية من حركة الجسيمات، لكنها مكلفة جدا في البرمجة وتنفيذ.

## علم الاجتماع
محاكاة الحشد يشير أيضا إلى المحاكاة على أساس ديناميات الجماعة وعلم النفس للحشد. وقد تم دراسة الحشود كمادة علمية منذ نهاية القرن 19. وهناك الكثير من الأبحاث ركزت على السلوك الاجتماعي الجماعي من الناس في المناسبات الاجتماعية، والجمعيات، والاحتجاجات والثورات، والحفلات الموسيقية والأحداث الرياضية والاحتفالات الدينية. لكتساب نظرة على السلوك البشري الطبيعي تحت أنواع مختلفة من المواقف العصيبة . يمكن استخدام هذه الدراسة لتطوير استراتيجيات للسيطرة على الحشد .